# Retrato de Antoine Lavoisier y su esposa
El Retrato de Antoine Lavoisier y su esposa (originalmente en francés: Portrait d'Antoine-Laurent Lavoisier et de sa femme) es un doble retrato del químico francés Antoine Lavoisier y su esposa y colaboradora Marie-Anne Pierrette Paulze, encargado al pintor Jacques-Louis David en 1788 por Marie-Anne (a quien David le había enseñado dibujo). Se encuentra en el Museo Metropolitano de Arte de Nueva York.
David cobró 7000 libras el 16 de diciembre de 1788. En 1836, la sobrina nieta de Marie-Anne recibió el cuadro y permaneció en la colección privada de la condesa de Chazelles y sus descendientes en el castillo de la Canière (en Thuret) hasta 1924, cuando fue comprado por John Davison Rockefeller. En 1927 lo cedió al Instituto Rockefeller para la Investigación Médica, y fue adquirido por el Museo Metropolitano en 1977.

## Descripción
En la obra se muestra a la pareja en su despacho, con un piso de paneles de madera y paredes de falso mármol con tres pilastras clásicas. La pareja está en el centro, de cara al espectador. Marie-Anne se representa de pie y en perfil mirando al espectador. Su traje a la moda de finales del siglo xviii: peluca blanca, un vestido blanco de muselina con un cuello de encaje, y un cinturón de tela azul. Se apoya en el hombro de su marido y con la mano derecha apoyada en la mesa.
Antoine Lavoisier está sentado, vestido con un chaleco negro, culotes, medias y zapatos de hebilla, una camisa blanca, un pañuelo de cuello blanco y una peluca empolvada. Su rostro se dirige hacia su esposa y descansa el brazo izquierdo sobre la mesa, mientras escribe con la mano derecha con una pluma. La mesa está cubierta con una capa de terciopelo escarlata, muchos papeles, un cofre, un tintero con dos plumas más, un barómetro, un gasómetro, un depósito de agua y una campana de cristal. Un gran balón de destilación y una llave de paso están a la derecha en el piso, junto a la mesa; estos instrumentos de Antoine Lavoisier eran para sus estudios sobre el agua y los gases. En la mesa de la izquierda hay una silla con una gran carpeta de documentos con hojas que sobresalen y un pedazo de paño negro bajo esta. La mencionada carpeta, que se presume era de Marie-Anne para sus prácticas de dibujo con David, constituye un énfasis de la representación simétrica de izquierda a derecha: Lavoisier y los objetos científicos están agrupados a la derecha, mientras que Marie-Anne y su carpeta de documentos de dibujos artísticos tienen un lugar prominente en la parte izquierda del cuadro. También es significativa la representación de la esposa por David, siendo retratada en una postura física por encima de la de su marido, algo atípico para los estándares convencionales de finales del siglo xviii para una pareja casada representada en un cuadro. La obra está firmada en la esquina inferior izquierda: L DAVID, PARISIIS ANNO, 1788.